# Rita macracanthus
Rita macracanthus är en fiskart som beskrevs av Ng 2004. Rita macracanthus ingår i släktet Rita och familjen Bagridae. Inga underarter finns listade i Catalogue of Life.